# Amomum nimkeyense
Amomum nimkeyense là một loài thực vật có hoa trong họ Gừng. Loài này được Mamiyil Sabu, Vadakkoot Sankaran Hareesh, Tatum Mibang và Arup Kumar Das mô tả khoa học đầu tiên năm 2018.

## Phân bố
Loài này có ở Arunachal Pradesh, Ấn Độ.